# Fossé explicatif
Le fossé explicatif est, en philosophie de l'esprit, la difficulté que les théories physicalistes semblent avoir pour expliquer comment des propriétés physiques peuvent donner naissance à un ressenti telles que la perception d'une couleur ou d'une douleur.
Le terme de fossé explicatif a été introduit par le philosophe Joseph Levine en 1983. Dans son article, il utilise la phrase "La douleur est le déclenchement des fibres C" dans le but de montrer que bien que cela puisse être valide dans un sens physiologique, cela ne nous aide pas à comprendre ce que cela fait de ressentir de la douleur.
Le fossé explicatif est un des problèmes centraux de la philosophie de l'esprit, et a intrigué de nombreux philosophes ainsi que de nombreux chercheurs en intelligence artificielle. Refermer le fossé explicatif, c'est-à-dire trouver une explication mécanique satisfaisante au ressenti des expériences subjectives (ou conscience phénoménale), est aussi connu sous le nom de problème difficile de la conscience.
L'argument du fossé explicatif a été cité comme un précurseur à la formulation par David Chalmers du problème difficile de la conscience, et comme l'une des objections principales auxquelles les théories matérialistes doivent répondre,,.
L'idée derrière cet argument est qu'il existe un fossé explicatif impossible à refermer lorsque nous tentons d'expliquer la conscience à travers les sciences  naturelles, car certains aspects des états mentaux ne semblent pas pouvoir être réduits à des processus physiques. En ce sens, il y aurait un fossé entre l'aspect objectif des sciences et l'aspect interne et subjectif de la conscience phénoménale.
Joseph Levine ne considère pas que son argument nécessite une conclusion métaphysique ni ne réfute le matérialisme, en revanche, il considère qu'il pose un problème épistémique. Il note:
Bien que je pense qu'au final la réponse matérialiste sera probablement bonne, il n'est pas suffisant de mettre le problème corps-esprit au placard. Même si les considérations de concevabilité n'établissent pas que l'esprit est effectivement distinct du corps, ou que les propriétés mentales sont métaphysiquement irréductibles aux propriétés physiques, elles montrent toutefois qu'il nous manque une explication du mental dans les termes du physique.